# Tchervona Routa (chanson)
Pour les articles homonymes, voir Tchervona Routa (homonymie).

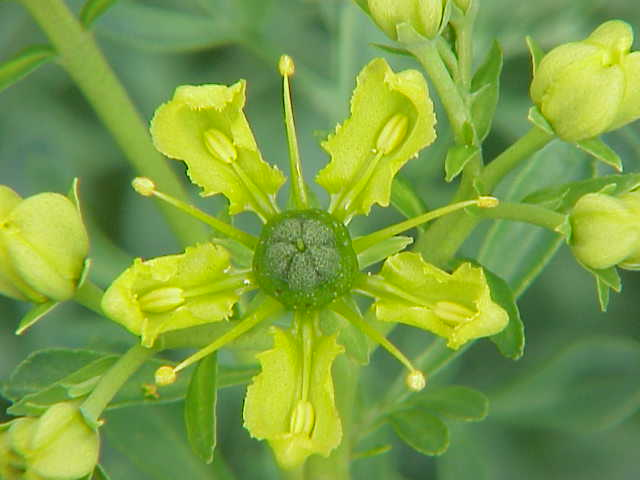
Fleur de la rue odorante (Ruta graveolens)

Tchervona Routa (en ukrainien : Червона рута) est une chanson écrite par Volodymyr Ivassiouk et interprétée notamment par Sofia Rotaru, devenue l'une des chansons ukrainiennes les plus connues dans le monde au point d'être considérée désormais comme une chanson folk ukrainienne. Elle a été nommée ainsi du nom d'une fleur mythologique, la Tchervona Routa qui, si elle est trouvée virant au rouge par une jeune fille, est censé apporter le bonheur en amour. Elle est communément chantée lors des mariages, des karaokés et d'autres contextes sociaux.

## Historique
Volodymyr Ivassiouk l'a écrite en 1968, alors qu'il avait 19 ans et était étudiant à l'Université de médecine de Tchernivtsi, en Ukraine. Son inspiration lui est venue de la lecture d'un recueil de poèmes publié en 1906 par l'ethnographe Volodymyr Hnatiouk trouvé dans la bibliothèque de son père et comprenant une chanson ou danse folklorique de Pocoutie.
Il part à la recherche d'informations supplémentaires sur cette légende et trouve une nouvelle version de ce poème dans la région de Kossiv et dans celle de Poutylivka, à Roztoki. Ivassiouk  était intrigué par la mention de « tchervona routa » dans certaines kolomyikas (danse folklorique ukrainienne). "Tchervona routa" signifie littéralement "rue rouge", cependant, les fleurs de la rue sont jaunes. Selon la légende locale, le jour d'Ivana Kupala, la rue devient rouge pendant quelques minutes. Une fille qui trouve cette fleur sera heureuse en amour. Tchervona ruta, au sens de « plante rouge » ou « fleur rouge », est également associée à une plante alpine aux propriétés médicinales, le Rhododendron myrtifolium, qui pousse dans les Carpates, à l'ouest de l'Ukraine.
En décembre 1968, Maria Sokolovska, membre de l'ensemble Trembita et de l'orchestre de chambre avec Volodymyr à l'Université d'État de médecine de Bucovine, est la première à voir la version du poème, qui devint plus tard la chanson "Tchervona Routa".
Le 3 septembre 1970, la première de la chanson interprétée par un duo : l'auteur lui-même et Olena Kuznetsova, est diffusée en direct sur la place du Théâtre de Tchernivtsi. L'ensemble "Smerichka" de Levko Dutkovskyi (solistes Nazarii Yaremchuk et Vassyl Zinkevytch, ingénieur du son Vasyl Strykhovych) a donné à la chanson un rythme. La chanson a été reprise une semaine plus tard dans l'émission "Student Meridian", mais déjà avec un accompagnement visuel, qui a été filmé en août au Kosovo.
En mai 1971, le magazine « Ukraine » publie un poème et une partition, ainsi qu'une nouvelle sur l'ensemble « Smerichka ».
La chanson donne le titre au premier film musical ukrainien "Rouge Routa", dont le tournage débute au début août à Iaremtche. Elle est interprétée par Vassyl Zinkevitch.
En 1971, Tchervona Routa figure parmi les vingt lauréats de la première chanson soviétique de l'année, déterminés par les lettres des auditeurs et des téléspectateurs. Elle a été interprétée par Nazariy Yaremchuk, Vassyl Zinkevitch et Volodymyr Ivassiouk sur la scène Ostankino. Peu de temps après, Elle atteint les premières places de popularité dans de nombreux pays d'Europe de l'Est.

## Textes
Il s'agit d'une chanson d'amour aux paroles très simples, dont le refrain dit : « Tchervona routa / Ne la cherchez pas le soir / Tu es pour moi la seule / Il n'y a que toi, je le jure / Parce que ta beauté / Est comme l'eau pure / Comme l'eau rapide / Qui descend des montagnes bleues ».
Cette chanson est devenue une référence de la musique ukrainienne « ayant survolé la terre et étant devenue un super hit des 40 dernières années ».

## Interprètes célèbres
- Volodymyr Ivassiouk
- Sofia Rotaru
- Yaroslav Evdokimov
- Vassyl Zinkevytch
- Toto Cutugno
- Vakhtang Kikabidze